# After the Rain (Muddy Waters)
After the Rain è il quinto album del cantante blues Muddy Waters, pubblicato il 12 maggio 1969 con la Cadet.

## Tracce
Testi e musiche di Muddy Waters, eccetto dove indicato.
1. I Am the Blues – 4:36 (Willie Dixon)
2. Ramblin' Mind – 4:44
3. Rollin' and Tumblin' – 4:47
4. Bottom of the Sea – 5:21
5. Honey Bee – 4:14
6. Blues and Trouble – 4:20
7. Hurtin' Soul – 4:35 (C. Williams)
8. Screamin' and Cryin' – 4:59

## Formazione

### Musicisti
- Muddy Waters – Voce, chitarra solista (tracce 3, 5, 6 e 8)
- Phil Upchurch – Chitarra
- Morris Jennings – Batteria
- Otis Spann – Pianoforte
- Louis Satterfield – Basso
- Pete Cosey – Chitarra
- Charles Stepney – Organo
- Paul Oscher – Armonica a bocca

### Produzione
- Stu Black – Ingegnere del suono
- T.T. Swan – Produzione remix
- Marshall Chess – Produzione
- Charles Stepney – Produzione
- Gene Barge – Produzione